# Reprezentacja Słowenii w piłce siatkowej mężczyzn
Reprezentacja Słowenii w piłce siatkowej mężczyzn (słoweń. Reprezentanca Slovenije v odbojki za moške) – narodowy zespół siatkarzy, który reprezentuje Republikę Słowenii w meczach i turniejach międzynarodowych organizowanych przez FIVB i CEV. Za organizację reprezentacji odpowiedzialny jest Związek Piłki Siatkowej Słowenii. Największymi sukcesami tej ekipy są srebrne medale Mistrzostw Europy (2015, 2019, 2021) oraz pierwsze miejsce w Lidze Europejskiej (2015).
W 2024 roku asystentem trenera Gheorghe Crețu w reprezentacji Słowenii jest Bogdan Szczebak, który również pełni taką rolę w klubie Jastrzębskiego Węgla u boku Marcelo Méndeza.
Po ostatnim rozgrywanym turnieju fazy grupowej Ligi Narodów 2025 w Lublanie rozgrywający reprezentacji Słowenii Dejan Vinčić zakończył karierę reprezentacyjną. Pierwszy swój mecz w kadrze narodowej Słowenii rozegrał 13 maja 2005 roku w pierwszej rundzie eliminacji do Mistrzostw Świata 2006, kiedy Słowenia zmierzyła się z reprezentacją Mołdawii w Tiszaújváros na Węgrzech, wygrywając mecz 3:0.

## Skład reprezentacji Słowenii naIgrzyska Olimpijskie 2024[5]
| Nr | Imię i nazwisko | Data urodzenia | Wzrost | Pozycja      |
| -- | --------------- | -------------- | ------ | ------------ |
| 1  | Tonček Štern    | 14.11.1995     | 198 cm | atakujący    |
| 2  | Alen Pajenk     | 23.04.1986     | 203 cm | środkowy     |
| 3  | Uroš Planinšič  | 09.05.1998     | 186 cm | rozgrywający |
| 4  | Jan Kozamernik  | 24.12.1995     | 204 cm | środkowy     |
| 9  | Dejan Vinčić    | 15.09.1986     | 202 cm | rozgrywający |
| 10 | Sašo Štalekar   | 03.05.1996     | 214 cm | środkowy     |
| 13 | Jani Kovačič    | 14.06.1992     | 185 cm | libero       |
| 14 | Žiga Štern      | 02.01.1994     | 193 cm | przyjmujący  |
| 16 | Gregor Ropret   | 01.03.1989     | 192 cm | rozgrywający |
| 17 | Tine Urnaut     | 03.09.1988     | 201 cm | przyjmujący  |
| 18 | Klemen Čebulj   | 21.02.1992     | 202 cm | przyjmujący  |
| 19 | Rok Možič       | 17.01.2002     | 200 cm | przyjmujący  |
| 20 | Nik Mujanović   | 14.10.2004     | 200 cm | atakujący    |

## Udział w międzynarodowych turniejach

### Igrzyska olimpijskie

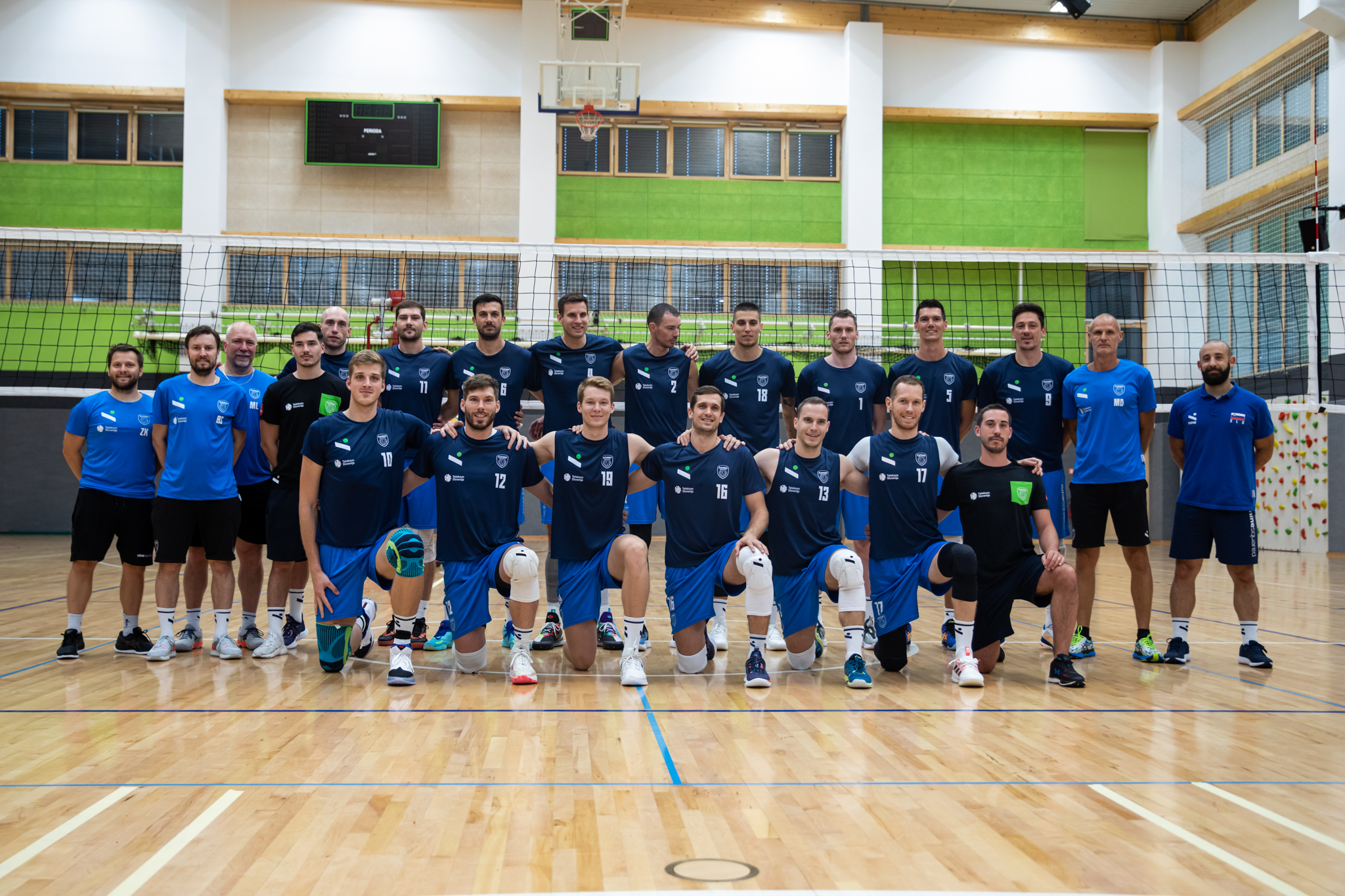
Reprezentacja Słowenii na zgrupowaniu w lipcu 2022 roku

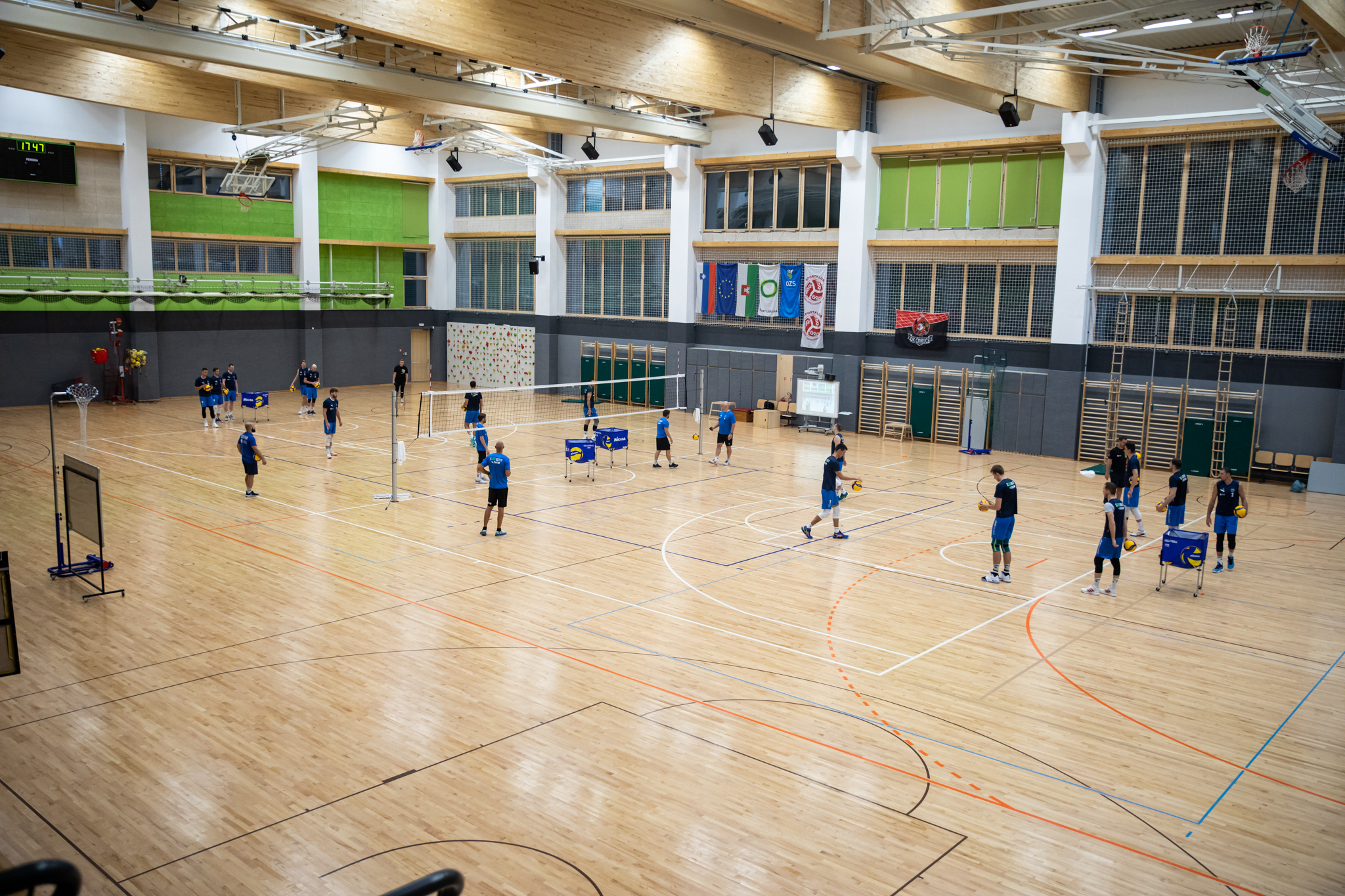
Reprezentanci Słowenii na zgrupowaniu w lipcu 2022 roku

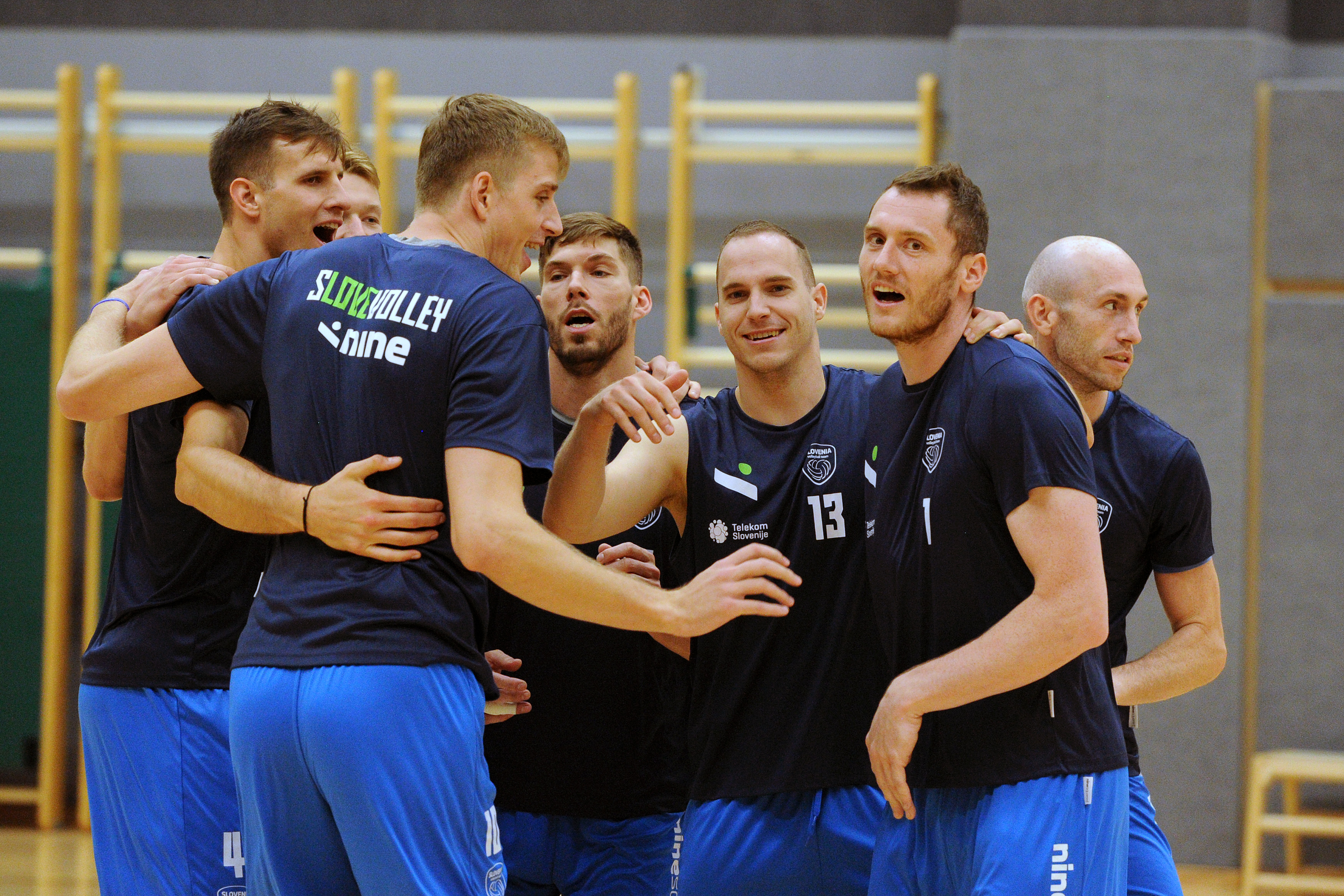
Reprezentanci Słowenii na zgrupowaniu w sierpniu 2022 roku

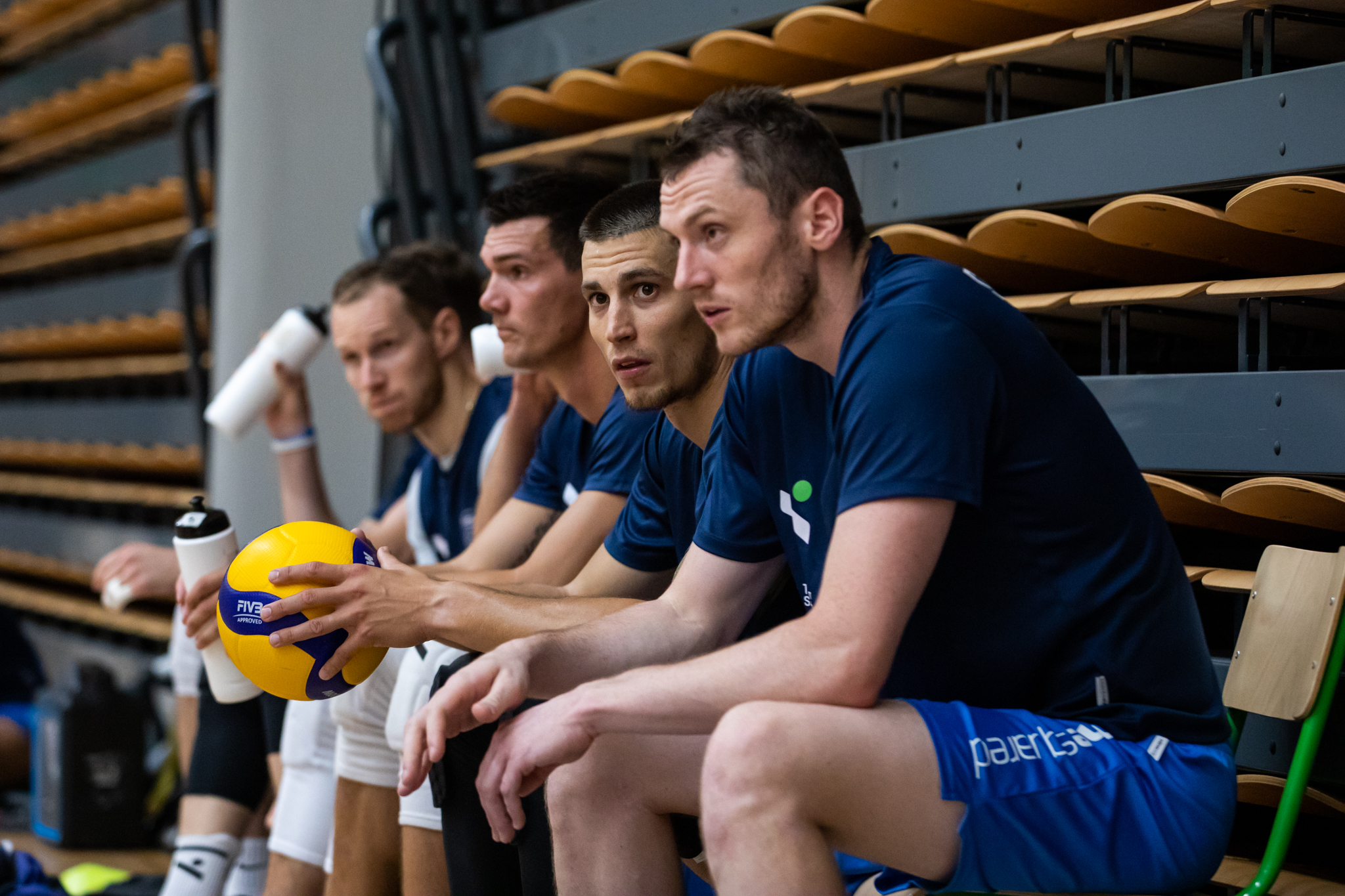
Reprezentanci Słowenii od prawej strony: Tonček Štern, Klemen Čebulj, Alen Šket, Tine Urnaut

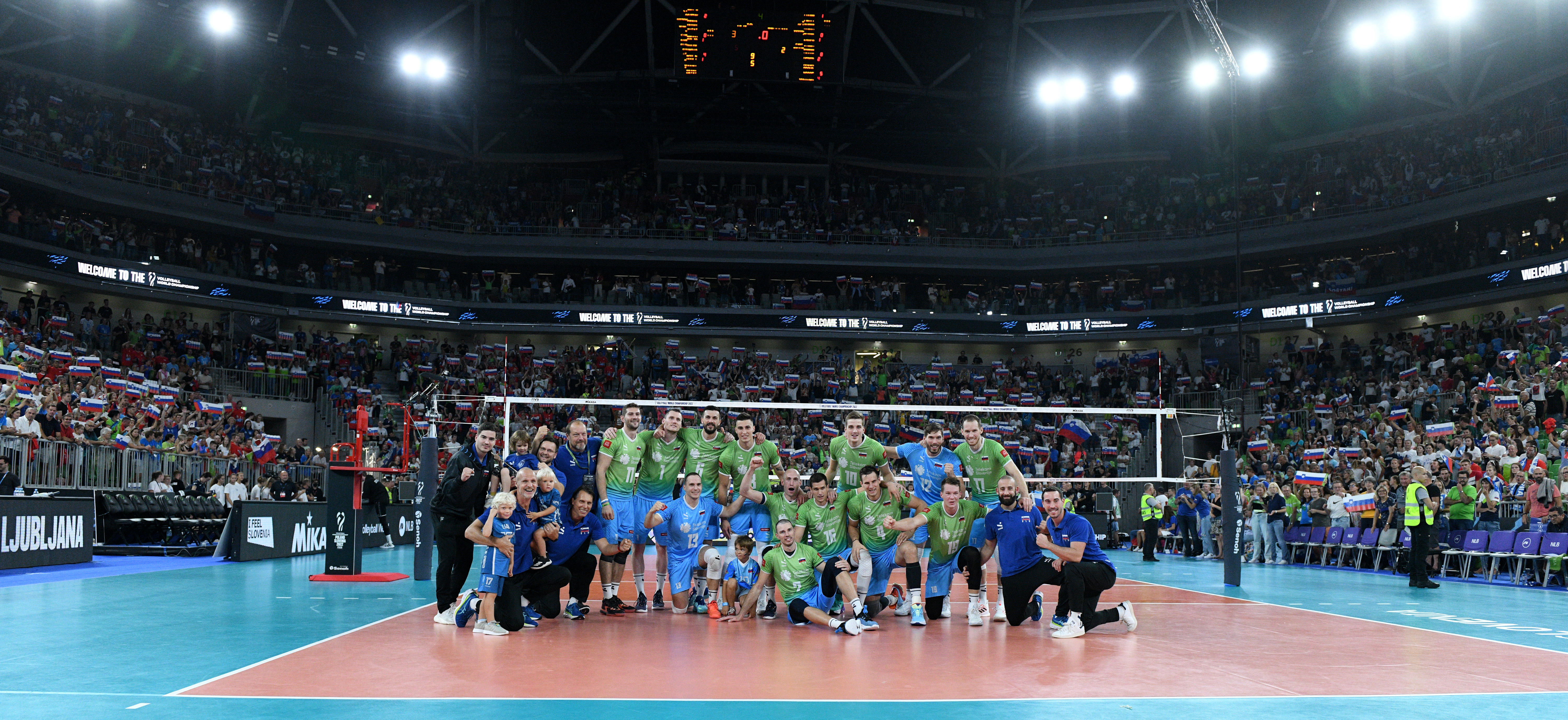
Reprezentacja Słowenii na Mistrzostwach Świata 2022

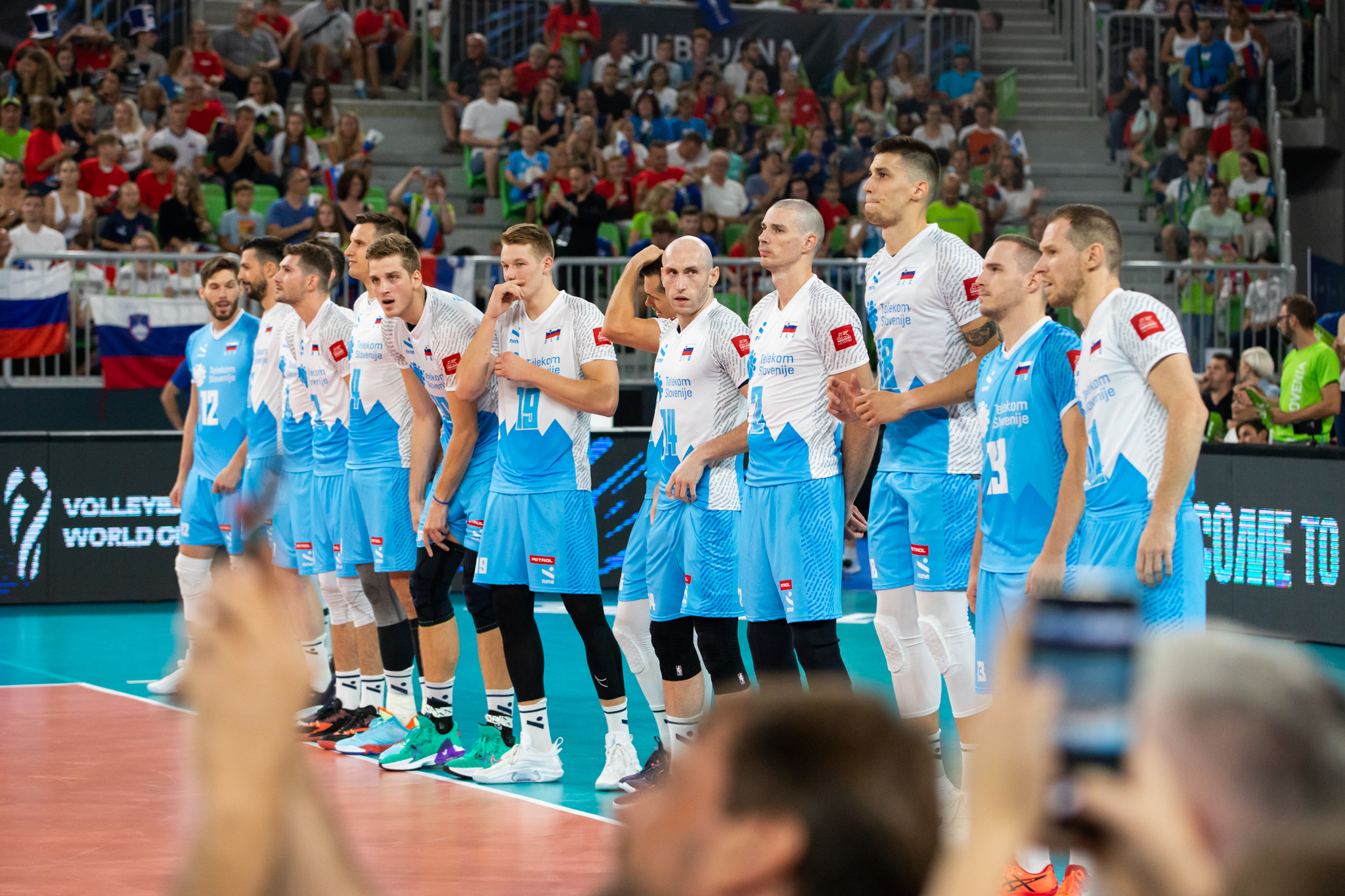
Reprezentacja Słowenii na Mistrzostwach Świata 2022

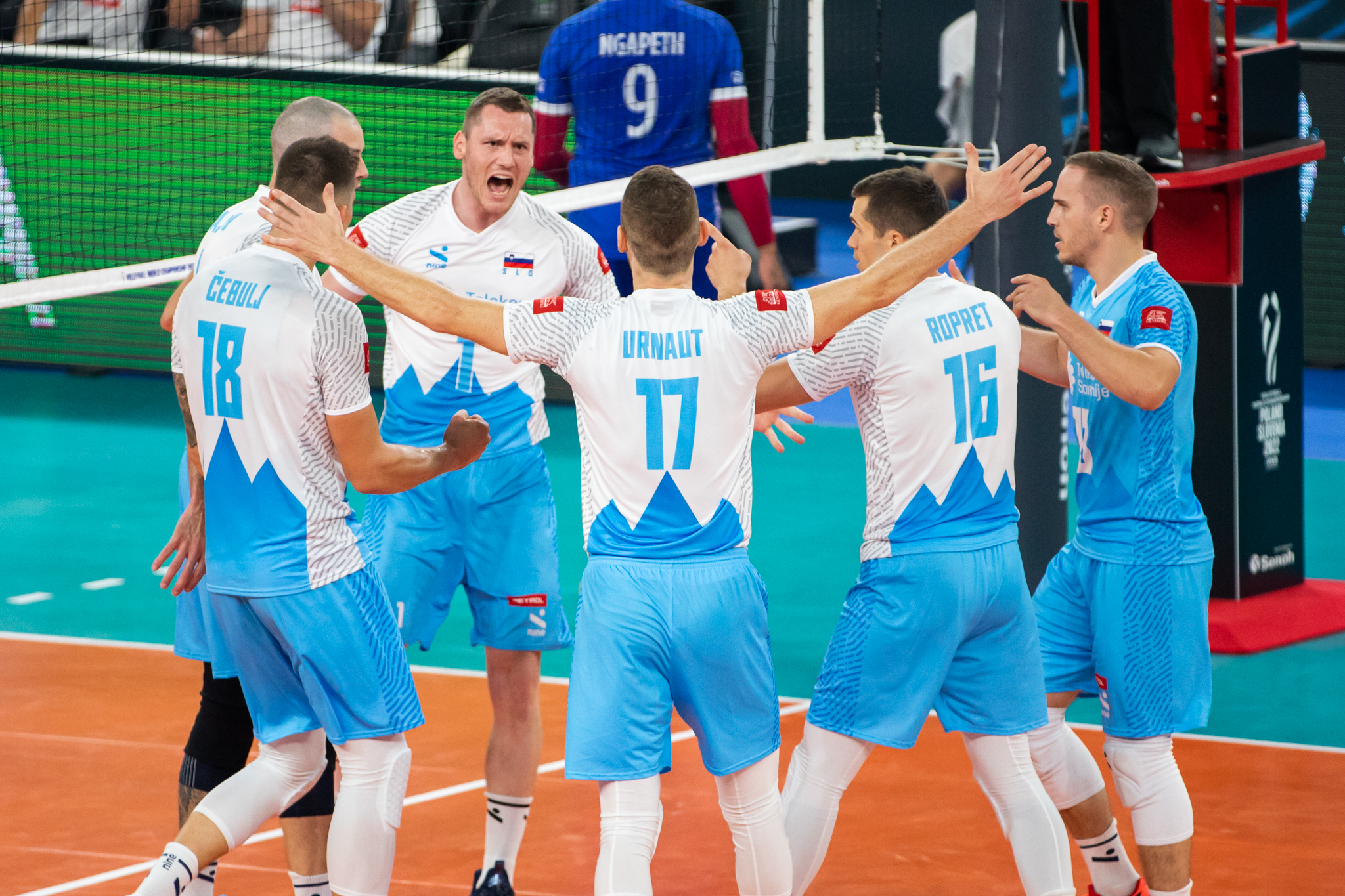
Reprezentacja Słowenii na Mistrzostwach Świata 2022

| Udział w Igrzyskach Olimpijskich | Udział w Igrzyskach Olimpijskich | Udział w Igrzyskach Olimpijskich | Udział w Igrzyskach Olimpijskich | Udział w Igrzyskach Olimpijskich | Udział w Igrzyskach Olimpijskich | Udział w Igrzyskach Olimpijskich | Udział w Igrzyskach Olimpijskich | . | Uwagi                             |
| Rok                              | Runda                            | Miejsce                          | M                                | W                                | P                                | SW                               | SP                               | . | Uwagi                             |
| -------------------------------- | -------------------------------- | -------------------------------- | -------------------------------- | -------------------------------- | -------------------------------- | -------------------------------- | -------------------------------- | - | --------------------------------- |
| 1964-1992                        | Słowenia była częścią Jugosławii | Słowenia była częścią Jugosławii | Słowenia była częścią Jugosławii | Słowenia była częścią Jugosławii | Słowenia była częścią Jugosławii | Słowenia była częścią Jugosławii | Słowenia była częścią Jugosławii | . |                                   |
| 1996                             | Nie zakwalifikowała się          | Nie zakwalifikowała się          | Nie zakwalifikowała się          | Nie zakwalifikowała się          | Nie zakwalifikowała się          | Nie zakwalifikowała się          | Nie zakwalifikowała się          | . | przegrane kwalifikacje do ME 1995 |
| 2000                             | Nie brała udziału                | Nie brała udziału                | Nie brała udziału                | Nie brała udziału                | Nie brała udziału                | Nie brała udziału                | Nie brała udziału                | . |                                   |
| 2004                             | Nie zakwalifikowała się          | Nie zakwalifikowała się          | Nie zakwalifikowała się          | Nie zakwalifikowała się          | Nie zakwalifikowała się          | Nie zakwalifikowała się          | Nie zakwalifikowała się          | . |                                   |
| 2008                             | Nie brała udziału                | Nie brała udziału                | Nie brała udziału                | Nie brała udziału                | Nie brała udziału                | Nie brała udziału                | Nie brała udziału                | . |                                   |
| 2012                             | Nie zakwalifikowała się          | Nie zakwalifikowała się          | Nie zakwalifikowała się          | Nie zakwalifikowała się          | Nie zakwalifikowała się          | Nie zakwalifikowała się          | Nie zakwalifikowała się          | . |                                   |
| 2016                             | Nie zakwalifikowała się          | Nie zakwalifikowała się          | Nie zakwalifikowała się          | Nie zakwalifikowała się          | Nie zakwalifikowała się          | Nie zakwalifikowała się          | Nie zakwalifikowała się          | . |                                   |
| 2020                             | Nie zakwalifikowała się          | Nie zakwalifikowała się          | Nie zakwalifikowała się          | Nie zakwalifikowała się          | Nie zakwalifikowała się          | Nie zakwalifikowała się          | Nie zakwalifikowała się          | . |                                   |
| 2024                             | Ćwierćfinał                      | 5-8/12                           | 4                                | 3                                | 1                                | 10                               | 6                                | . |                                   |
| 2028                             |                                  |                                  |                                  |                                  |                                  |                                  |                                  | . |                                   |

### Mistrzostwa świata
| Udział w mistrzostwach świata | Udział w mistrzostwach świata    | Udział w mistrzostwach świata    | Udział w mistrzostwach świata    | Udział w mistrzostwach świata    | Udział w mistrzostwach świata    | Udział w mistrzostwach świata    | Udział w mistrzostwach świata    | . | Uwagi     |
| Rok                           | Runda                            | Miejsce                          | M                                | W                                | P                                | SW                               | SP                               | . | Uwagi     |
| ----------------------------- | -------------------------------- | -------------------------------- | -------------------------------- | -------------------------------- | -------------------------------- | -------------------------------- | -------------------------------- | - | --------- |
| 1949-1990                     | Słowenia była częścią Jugosławii | Słowenia była częścią Jugosławii | Słowenia była częścią Jugosławii | Słowenia była częścią Jugosławii | Słowenia była częścią Jugosławii | Słowenia była częścią Jugosławii | Słowenia była częścią Jugosławii | . |           |
| 1994                          | Nie zakwalifikowała się          | Nie zakwalifikowała się          | Nie zakwalifikowała się          | Nie zakwalifikowała się          | Nie zakwalifikowała się          | Nie zakwalifikowała się          | Nie zakwalifikowała się          | . |           |
| 1998                          | Nie zakwalifikowała się          | Nie zakwalifikowała się          | Nie zakwalifikowała się          | Nie zakwalifikowała się          | Nie zakwalifikowała się          | Nie zakwalifikowała się          | Nie zakwalifikowała się          | . |           |
| 2002                          | Nie zakwalifikowała się          | Nie zakwalifikowała się          | Nie zakwalifikowała się          | Nie zakwalifikowała się          | Nie zakwalifikowała się          | Nie zakwalifikowała się          | Nie zakwalifikowała się          | . |           |
| 2006                          | Nie zakwalifikowała się          | Nie zakwalifikowała się          | Nie zakwalifikowała się          | Nie zakwalifikowała się          | Nie zakwalifikowała się          | Nie zakwalifikowała się          | Nie zakwalifikowała się          | . |           |
| 2010                          | Nie zakwalifikowała się          | Nie zakwalifikowała się          | Nie zakwalifikowała się          | Nie zakwalifikowała się          | Nie zakwalifikowała się          | Nie zakwalifikowała się          | Nie zakwalifikowała się          | . |           |
| 2014                          | Nie zakwalifikowała się          | Nie zakwalifikowała się          | Nie zakwalifikowała się          | Nie zakwalifikowała się          | Nie zakwalifikowała się          | Nie zakwalifikowała się          | Nie zakwalifikowała się          | . |           |
| 2018                          | II faza grupowa                  | 9-12/24                          | 8                                | 4                                | 4                                | 17                               | 16                               | . |           |
| 2022                          | IV miejsce                       | 4/24                             | 7                                | 4                                | 3                                | 15                               | 11                               | . | Gospodarz |
| 2025                          |                                  |                                  |                                  |                                  |                                  |                                  |                                  | . |           |

### Mistrzostwa Europy
| Udział w mistrzostwach Europy | Udział w mistrzostwach Europy    | Udział w mistrzostwach Europy    | Udział w mistrzostwach Europy    | Udział w mistrzostwach Europy    | Udział w mistrzostwach Europy    | Udział w mistrzostwach Europy    | Udział w mistrzostwach Europy    | . | Uwagi     |
| Rok                           | Runda                            | Miejsce                          | M                                | W                                | P                                | SW                               | SP                               | . | Uwagi     |
| ----------------------------- | -------------------------------- | -------------------------------- | -------------------------------- | -------------------------------- | -------------------------------- | -------------------------------- | -------------------------------- | - | --------- |
| 1948-1991                     | Słowenia była częścią Jugosławii | Słowenia była częścią Jugosławii | Słowenia była częścią Jugosławii | Słowenia była częścią Jugosławii | Słowenia była częścią Jugosławii | Słowenia była częścią Jugosławii | Słowenia była częścią Jugosławii | . |           |
| 1993                          | Nie zakwalifikowała się          | Nie zakwalifikowała się          | Nie zakwalifikowała się          | Nie zakwalifikowała się          | Nie zakwalifikowała się          | Nie zakwalifikowała się          | Nie zakwalifikowała się          | . |           |
| 1995                          | Nie zakwalifikowała się          | Nie zakwalifikowała się          | Nie zakwalifikowała się          | Nie zakwalifikowała się          | Nie zakwalifikowała się          | Nie zakwalifikowała się          | Nie zakwalifikowała się          | . |           |
| 1997                          | Nie zakwalifikowała się          | Nie zakwalifikowała się          | Nie zakwalifikowała się          | Nie zakwalifikowała się          | Nie zakwalifikowała się          | Nie zakwalifikowała się          | Nie zakwalifikowała się          | . |           |
| 1999                          | Nie zakwalifikowała się          | Nie zakwalifikowała się          | Nie zakwalifikowała się          | Nie zakwalifikowała się          | Nie zakwalifikowała się          | Nie zakwalifikowała się          | Nie zakwalifikowała się          | . |           |
| 2001                          | Faza grupowa                     | 11-12/12                         | 5                                | 0                                | 5                                | 3                                | 15                               | . |           |
| 2003                          | Nie zakwalifikowała się          | Nie zakwalifikowała się          | Nie zakwalifikowała się          | Nie zakwalifikowała się          | Nie zakwalifikowała się          | Nie zakwalifikowała się          | Nie zakwalifikowała się          | . |           |
| 2005                          | Nie zakwalifikowała się          | Nie zakwalifikowała się          | Nie zakwalifikowała się          | Nie zakwalifikowała się          | Nie zakwalifikowała się          | Nie zakwalifikowała się          | Nie zakwalifikowała się          | . |           |
| 2007                          | Faza grupowa                     | 16/16                            | 3                                | 0                                | 3                                | 2                                | 9                                | . |           |
| 2009                          | Faza grupowa                     | 15/16                            | 3                                | 0                                | 3                                | 1                                | 9                                | . |           |
| 2011                          | Baraże                           | 9/16                             | 4                                | 2                                | 2                                | 9                                | 8                                | . |           |
| 2013                          | Faza grupowa                     | 13/16                            | 3                                | 1                                | 2                                | 5                                | 7                                | . |           |
| 2015                          | II Miejsce                       | 2/16                             | 7                                | 4                                | 3                                | 14                               | 12                               | . |           |
| 2017                          | Ćwierćfinał                      | 8/16                             | 5                                | 2                                | 3                                | 6                                | 9                                | . |           |
| 2019                          | II Miejsce                       | 2/24                             | 9                                | 6                                | 3                                | 20                               | 13                               | . | Gospodarz |
| 2021                          | II Miejsce                       | 2/24                             | 9                                | 6                                | 3                                | 21                               | 11                               | . |           |
| 2023                          | III Miejsce                      | 3/24                             | 9                                | 8                                | 1                                | 25                               | 9                                | . |           |

### Liga Europejska
- 2007 – 4. miejsce
- 2011 – 3. miejsce
- 2014 – 3. miejsce
- 2015 – 1. miejsce
- 2018 – 12. miejsce

### Liga Światowa
- 2016 – 25. miejsce
- 2017 – 13. miejsce

### Liga Narodów
- 2021 – 4. miejsce
- 2022 – 10. miejsce
- 2023 – 7. miejsce
- 2024 – 4. miejsce

## Trenerzy reprezentacji Słowenii
| Szkoleniowiec     | O          | od   | do   | Największe sukcesy |
| ----------------- | ---------- | ---- | ---- | ------------------ |
| Viktor Krevsel    | Słowenia   | 1992 | 1992 |                    |
| Luka Lobnik       | Słowenia   | 1992 | 1992 |                    |
| Viktor Krevsel    | Słowenia   | 1993 | 1996 |                    |
| Vladimir Janković | Chorwacja  | 1996 | 1997 |                    |
| Gregor Hribar     | Słowenia   | 1997 | 2005 |                    |
| Iztok Kšela       | Słowenia   | 2005 | 2008 |                    |
| Gregor Hribar     | Słowenia   | 2008 | 2010 |                    |
| Veselin Vuković   | Czarnogóra | 2010 | 2012 |                    |
| Luka Slabe        | Słowenia   | 2013 | 2014 |                    |
| Andrea Giani      | Włochy     | 2015 | 2016 | LE 2015, ME 2015   |
| Slobodan Kovač    | Serbia     | 2017 | 2018 |                    |
| Alberto Giuliani  | Włochy     | 2019 | 2021 | ME 2019, ME 2021   |
| Mark Lebedew      | Australia  | 2022 | 2022 |                    |
| Gheorghe Crețu    | Rumunia    | 2022 | 2024 | ME 2023            |
| Fabio Soli        | Włochy     | 2025 |      |                    |

Stan na 10 lutego 2024